# Людвікув (Ленчинський повіт)
Людвікув (пол. Ludwików) — село в Польщі, у гміні Спічин Ленчинського повіту Люблінського воєводства.
Населення — 119 осіб (2011).
У 1975-1998 роках село належало до Люблінського воєводства.

## Демографія
Демографічна структура станом на 31 березня 2011 року:
|          | Загалом | Допрацездатний вік | Працездатний вік | Постпрацездатний вік |
| -------- | ------- | ------------------ | ---------------- | -------------------- |
| Чоловіки | 66      | 12                 | 49               | 5                    |
| Жінки    | 53      | 8                  | 36               | 9                    |
| Разом    | 119     | 20                 | 85               | 14                   |